# Jan II. Opavský
Jan II. Opavský, někdy psán jako Jan II. Ratibořský, nebo Jan II. Železný, byl znám také jako Hanuš Ferreus (kolem roku 1365–1424) byl synem knížete Jana Ratibořského a Anny Zaháňské († neznámo), vnukem Mikuláše II. Opavského, ratibořským knížetem v letech 1380/1382–1424.

## Život
Po smrti otce (1380/1382) převzal vládu nad celým knížectvím spolu se svým bratrem Mikulášem IV.z Bruntálu. Teprve v roce 1385, když jeho bratr Mikuláš V. dosáhl plnoletosti, vyčlenil mu nevelké území s Bruntálem, jako sídlem. Toto panství získal zpět po bratrově smrti v roce 1405/1407. Pro finanční těžkosti zastavil Krnovsko (polsky Karniów) a Hlubčice (polsky Głubczyce), a to se souhlasem českého krále Václav IV.
V roce 1391 napadl a oloupil majetky krakovského biskupství v Malopolsku (farní pánské statky, polsky Klucz lipowiecki a Klucz sławkowski). Jako odškodnění musel krakovskému biskupovi Janu IV. Radlicovi (polsky Jan IV. Radlica) odstoupit vesnice: Imielin, Chelm (polsky Chełm Śląski) a Kosztowy.

## Vláda
V Ratibořském knížectví vládl v letech 1380/1381–1424. V letech 1385–1392 zastavil Krnov opolskému knížeti Vladislavu II. Opolskému, do roku 1385 a od 1405/7 vládl v Bruntále (po smrti bratra Mikuláše IV.), od 1396 v Pštině (Pštinské panství) a Mikulově (polsky Mikołów).
Jan II celý svůj život a politickou kariéru spojil se službou na české královském dvoře, s dynastií Lucemburků. Úzce spolupracoval s Václavem IV., Joštem Moravským a Zikmundem Lucemburským.
V roce 1397 byl Jan II. jmenován nejvyšším hofmistrem Českého království, z tohoto titulu byl členem nejvyšší královské rady. Následně se stal také královským hejtmanem v Nemodlině (polsky Niemodlin) a Kladsku (polsky Kłodzko), později také v Frankenštejně (polsky Ząbkowice Śląskie).
Jan II. si počínal obratně ve sporech moravských markrabat Jošta a Prokopa. V kronikách je zaznamenán případ, kdy nařídil z malicherných důvodů utopit dva kněze. Pro svou tvrdost také získal přízvisko mistr Hanuš ve smyslu mistr popravčí.
Roku 1422 vykoupil od opolského knížete Mikuláše I. Opolského Krnovsko a Hlubčicko.

### Krev na Karlštejně
Jan II. Opavský usoudil, že někteří drobní šlechtici mají na krále Václava IV. příliš velký vliv a odvádějí jeho pozornost od říšských záležitostí. Vhodným okamžikem k „vyřešení“ tohoto problému se stal 11. červen 1397, kdy se měla na Karlštejně sejít královská rada. Tehdy mladý kníže přesvědčil Václava IV., že králova přítomnost na radě není bezpodmínečně nutná. Panovník vyrazil v doprovodu své lovecké družiny do Králova Dvora u Berouna s úmyslem pokračovat dál na Křivoklát.
Na Karlštejně zatím na královské radě přednesl Bořivoj ze Svinař zprávu o zasedání říšského sněmu ve Frankfurtu nad Mohanem. Německá šlechta si na sněmu stěžovala na nečinnost římskoněmeckého a českého krále Václava IV. Předsedající Jan II. Opavský poté ohlásil přestávku v jednání, během níž spolu s významnými českými pány Janem III. z Michalovic, Bohuslavem ze Švamberka a Borešem z Rýzmburka dal obsadit jednací síň strážemi. Zde pak pozval čtyři královy oblíbence (členy tzv. Panské jednoty), příslušníky nižší šlechty – Purkarta Strnada z Janovic, Štěpána z Opočna, Štěpána Podušku z Martinic a velkopřevora řádu johanitů Markolta z Vrutice. Jan II. je napadl slovy: „Vy, páni, jste ve dne v noci našemu panu králi radili, aby se o německé země nestaral, a chtěli jste ho zbavit německé říše!“
Sotva to dořekl, vytasil meč a třemi ranami na místě zabil nejblíže stojícího Purkarta Strnada. Jan z Michalovic, Bohuslav ze Švamberka a Boreš z Rýzmburka se vrhli na zbývající tři královy milce. Dva z nich byli na místě mrtví, velkopřevor Markolt umíral s bodnou ranou v břiše.
Jan II. a jeho družina se pak vydali za Václavem IV. do Králova Dvora u Berouna. Jan II. Opavský mu hrdě hlásil, že právě zlikvidovali nebezpečné spiknutí. Asi po měsíci od oné události král označil zavražděné za zrádce, kteří: „jednali s námi nevěrně a nevěrně nám sloužili proti své přísaze, jak se vůči nám zavázali a potupili naši čest a chtěli nás zrádně o život připravit, kdyby nás byl Bůh nevaroval skrze naše jiné věrné rádce“.

### Další osudy
Spolu s ostatními stoupenci moravského markraběte Prokopa Lucemburského byl 4. března 1399 stižen klatbou[nepřesný odkaz] za pustošení statků olomoucké kapituly.
Roku 1406 nechal zavraždit knížete Přemka I. Osvětimského.
Roku 1421 zajal české poselstvo vyslané čáslavským sněmem k litevskému velkoknížeti Vitoldovi s nabídkou české koruny.

## Manželství
16. ledna 1407 uzavřel Jan II. sňatek s Helenou Litevskou († 2. března 1422), dcerou knížete Korybuta Dymitryje, která byla z boční linie Gediminovciů. V manželství se narodili dva synové: Mikuláš VI. a Václav IV., a dcery Markétym která se provdala za Kazimíra Osvětimského a Siemovíta V. Mazovského.

## Smrt
Jan II. byl pochován v kostele dominikánek v Ratiboři.